# Inflatable (Better Call Saul)
«Inflatable» es el séptimo episodio de la segunda temporada de la serie de televisión estadounidense de AMC Better Call Saul, la serie derivada de Breaking Bad. El episodio, escrito por Gordon Smith y dirigido por Colin Bucksey, se emitió el 28 de marzo de 2016 en AMC en Estados Unidos. Fuera de Estados Unidos, se estrenó en el servicio de streaming Netflix en varios países.

## Trama

### Introducción
En una analepsis de principios de la década de 1970, Jimmy, de diez años, está trabajando en la tienda de su padre cuando entra un estafador e intenta estafar al padre de Jimmy alegando ser un padre con necesidades financieras. Jimmy no lo cree y trata de advertir a su padre, pero su padre está más preocupado de que la sospecha pueda llevarlo a no ayudar a alguien que realmente lo necesita. Cuando el padre de Jimmy está distraído, el estafador admite la estafa y le dice a Jimmy que solo hay lobos y ovejas en el mundo, y que tendrá que elegir cuál será. Desilusionado por la credulidad de su padre, Jimmy roba dinero de la caja registradora.

### Historia principal
Jimmy representa a Mike cuando este le dice al fiscal que el arma encontrada después de la pelea entre Mike y Tuco no era de Tuco. Jimmy decide renunciar a D&M, pero se entera de que si renuncia, tendrá que devolver el bono de firma que recibió cuando se unió. Jimmy encuentra una escapatoria en su contrato que le permite quedarse con el dinero si es despedido sin causa. Mientras espera en un semáforo, ve a un hombre de tubo inflable afuera de una tienda de cambio de aceite para automóviles. Inspirado por la exhibición colorida, ejecuta un plan para que lo despidan haciendo todo lo que pueda pensar que sea irritante en el trabajo, desde vestirse con trajes llamativos, tocar la gaita en su oficina hasta no tirar de la cadena del inodoro después de ir al baño. Cliff finalmente despide a Jimmy y le dice que perder el bono de firma vale la pena solo para deshacerse de él.
Jimmy se acerca a Kim e intenta convencerla de asociarse con él en su propio bufete de abogados. Kim está de acuerdo, pero solo con la condición de que Jimmy lo haga «recto y estrecho». Jimmy admite que solo puede ser él mismo, lo que significa ampliar los límites de lo que es legal y ético, por lo que Kim se niega cortésmente. Jimmy luego regresa a su antigua oficina en el salón de manicura.
Mike promete comprarle a Stacey una casa nueva en un vecindario mejor y más seguro y comienza a acechar el restaurante de Héctor. Kim propone un compromiso a Jimmy, sugiriendo que comiencen firmas individuales separadas, pero compartan espacio de oficina para ahorrar en gastos y apoyarse mutuamente si es necesario. Jimmy considera su oferta y no responde de inmediato.

## Recepción

### Audiencias
Al emitirse, el episodio recibió 2,03 millones de espectadores en Estados Unidos, y una audiencia de 0,8 millones entre adultos de 18 a 49 años.

### Recepción crítica
El episodio recibió reseñas muy positivas de los críticos. Tiene una calificación 100% positiva con un puntaje promedio de 8,88 de 10 en el sitio de agregación de reseñas Rotten Tomatoes. El consenso de los críticos dice: «Rico en carácter (y trajes coloridos), «Inflable» es un punto de inflexión profundo y divertido para varias figuras clave con decisiones que alteran la vida por hacer».
Terri Schwartz de IGN le dio al episodio una calificación de 9,3, escribiendo «Jimmy decide emprender su propio camino en solitario, pero Kim no está dispuesta a caminar por completo con él».